# Johann Friedrich Rohr
Johann Friedrich Rohr (* 21. September 1816 in Grohn; † 6. März 1878) war ein deutscher Schriftsetzer. Er eröffnete 1849 die erste Druckerei in Vegesack.

## Biografie
Rohr war seit 1847 als Drucker in Vegesack tätig. Er nutzte seinen neu gegründeten Betrieb zur Herausgabe einer Zeitung. Sie erschien vom 10. Mai 1849 an unter dem Namen Vegesacker Wochenblatt, woraus sich später die Norddeutsche Volkszeitung entwickelte. Diese erschien vom 1. September 1885 an bis 1978 (außer in den Jahren 1942 bis 1948). Die Norddeutsche ist seit 1978 bis heute die Regionalbeilage der Bremer Nachrichten / Weser-Kurier.
Rohr hatte drei Kinder, von denen der älteste Sohn Friedrich Rohr (1850–1913) den Betrieb weiterführte und von 1888 bis 1900 Stadtdirektor von Vegesack war.
Die Rohrstraße in Vegesack (davor Buchtstraße), an der die Druckerei lag, wurde nach seinem Sohn benannt.
| Personendaten    | Personendaten           |
| ---------------- | ----------------------- |
| NAME             | Rohr, Johann Friedrich  |
| KURZBESCHREIBUNG | deutscher Schriftsetzer |
| GEBURTSDATUM     | 21. September 1816      |
| GEBURTSORT       | Grohn                   |
| STERBEDATUM      | 6. März 1878            |